# 目をとじても
『目をとじても』（めをとじても）は、日本の歌手、中孝介の通算10枚目のシングル。2015年11月11日発売。

## 解説
4年3か月ぶりのシングルはNHK「みんなのうた」で、2015年10月～11月に放送された楽曲。

## 収録曲
1. 目をとじても（5：14）
  - 作詞：いしわたり淳治
  - 作曲：玉城千春
  - 編曲：金城綾乃・今野均
  - NHK「みんなのうた」2015年10月-11月放送曲
2. 証（5：10）
  - 作詞：erica
  - 作曲：nao
  - 編曲：三谷秀甫
3. さゆさ（4：54）
  - 作詞・作曲：江崎とし子　編曲：ソラヤ
4. 目をとじても（カラオケ）（5：12）